# 罗伯特·斯伯丁
罗伯特·斯伯丁三世（英語：Robert Spalding III，1966年—），美国空军退役准将。他目前是哈德逊研究所的高级研究员。他的工作集中在美国美中关系、经济和国家安全以及亚太军事平衡。
斯伯丁于1987年和1993年分别获得加州州立大学弗雷斯诺分校的农业和商业专业的学士学位和理科硕士学位，2007年在堪萨斯城的密苏里大学获得经济学和数学博士学位，2008年在阿拉巴马州麦克斯韦-甘特空军基地获得战略研究专业的第二个理科硕士学位。2016年11月，他晉升准将。2016年12月至2017年5月，他担任美国驻华大使館高级国防官员兼国防武官。2017年5月至2018年1月，他担任华盛顿特区美国国家安全委员会战略规划高级主任。
在国家安全委员会任职期间，斯伯丁曾写过一份备忘录，呼吁将5G无线网络的发展国有化。据报道，斯伯丁的主张被认为超出了他的职权范围，他随后被要求离开国家安全委员会。此后，他以批评中国而闻名。
2019年，他出版了《隱形戰: 中國如何在美國菁英沉睡時悄悄奪取世界霸權》一书。